# Gołkowo (Basse-Silésie)
Pour les articles homonymes, voir Gołkowo.
Gołkowo est un village polonais situé dans le voïvodie de basse-silésie, et plus précisément dans la commune de Milicz, composant la région administrative de Milicz.

## Personnalités
- Ernst von Heydebrand und der Lasa (1851-1924), homme politique allemand, président du parti conservateur allemand de 1911 à 1918